# تشينتشو غيلتشين
تشينتشو غيلتشين (15 ديسمبر 1990 ببوتان - ) هو لاعب كرة قدم بوتاني في مركز الهجوم. شارك مع منتخب بوتان تحت 17 سنة لكرة القدم ومنتخب بوتان لكرة القدم. أما مع النوادي، فقد لعب مع نادي بوريرام يونايتد ونادي ييدزين وDruk United FC ‏ وThimphu FC ‏ وSurin City F.C. ‏ وNonthaburi F.C. ‏ وPT Satun F.C. ‏.

## وصلات خارجية
- تشينتشو غيلتشين على موقع الاتحاد الدولي (مؤرشف)  (الإنجليزية)
- تشينتشو غيلتشين على موقع قاعدة بيانات كرة القدم.إي يو (الإنجليزية)
- تشينتشو غيلتشين على موقع ناشيونال فوتبول تيمز (الإنجليزية)
- تشينتشو غيلتشين على موقع Soccerway.com (الإنجليزية)